# Joseph P. Kennedy Jr.
Joseph Patrick "Joe" Kennedy Jr. (Brookline, 25 de julho de 1915 – proximidades de Blythburgh, 12 de agosto de 1944) foi um oficial da marinha dos Estados Unidos, aviador e piloto militar durante a Segunda Guerra Mundial. Ele é o filho mais velho do embaixador Joseph P. Kennedy, Sr. (1888–1969) e sua esposa Rose Fitzgerald (1890–1995). Ele também é irmão do trigésimo-quinto Presidente americano John F. Kennedy.
O pai de Joseph Kennedy esperava que ele um dia se tornasse presidente do país (algo que ele pretendia para si mesmo, mas não conseguiu). Contudo, enquanto servia na Segunda Guerra Mundial, foi morto durante uma operação aérea secreta em 1944. As expectativas da família Kennedy de chegar ao poder máximo da nação caiu então nos ombros do jovem John Fitzgerald, que acabaria por vencer as eleições de 1960.